# Ministerio de Asuntos Postales del Reich
El Ministerio de Asuntos Postales del Reich (RPM, en alemán: Reichspostministerium), se originó en la República de Weimar en 1919 desde la Oficina de Correos del Reich. Fue disuelto en 1945. En el edificio de hoy se encuentra el Museo de Comunicación de Berlín.

## Historia
Después de la conversión de los Reichspostamtsal Reichspostministerium, el Telegraphentechnische Reichsamt se fundó en 1920 como una sub-autoridad. Este fue creado por la fusión de varias instituciones del mensaje imperial, que incluye entre otros el Telegraph Versuchsamt, oficina de aparatos telegráficos, la oficina de la línea telefónica y la oficina de operaciones de radio pertenecía. En 1928, la oficina del reino telegráfico pasó a llamarse a su vez el centro postal Reich. En la Oficina Central del Reich Post, los empleados también participaron en la investigación. El desarrollo y la adquisición de innovaciones técnicas e instalaciones en los sectores postal, telegráfico, telefónico y de radiocomunicaciones ha sido el centro de atención. 
Después de la Segunda Guerra Mundial, el Ministerio Federal de Correos y Telecomunicaciones en Alemania Occidental (República Federal de Alemania) y el Ministerio de Correos y Telecomunicaciones de la RDA se hicieron cargo de las tareas del servicio postal.

## Edificios

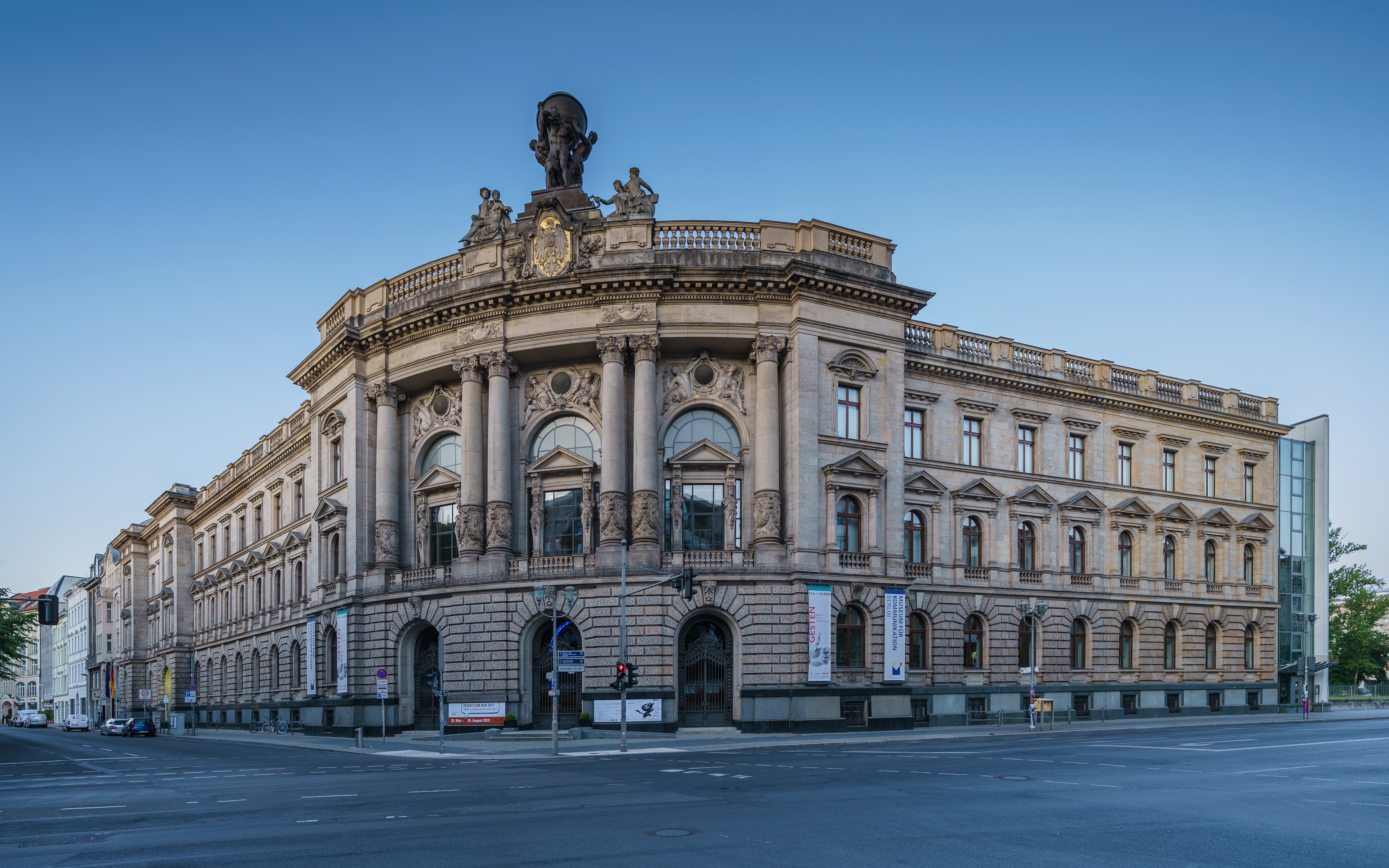
Hoy en el Museo de Comunicaciones de Berlín se encuentra en el edificio del antiguo Ministerio Asuntos Postales del Reich.

El edificio de servicios del Ministerio de Asuntos Postales del Reich fue construido entre 1871 y 1874 según los planos del arquitecto Regierungsbaurat Carl Schwatlo. La Administración Postal de Imperial poseía el comerciante Siegfried Lövinsohn la propiedad LeipzigerStraße 15 en Berlín entre la Wilhelmstraße y Wilhelmplatz en 227.125 dólares (681.375 marcos de oro) adquiridos (ajustado por el poder adquisitivo en dinero de hoy: aproximadamente 4,94 millones de euros). La parcela tenía 33.75 metros en el frente de la calle, en su parte trasera tenía 44.5 metros de ancho y más de 100 metros de profundidad; la colocación de la primera piedrase celebró el 4 de junio de 1872. La construcción era de tres pisos en el lado de la calle y de cuatro pisos en la parte trasera. Los costos de construcción ascendieron a 765.000 táleros. Construido 2940m².
Entre otras cosas, la biblioteca pública y el Museo de Asustos Postales, así como la oficina de correos W 66, se alojaron en el edificio hasta 1945.
La Oficina Central de Asuntos Postales del Reich era una autoridad subordinada del Ministerio de Asuntos Postales del Reich, que era desde 1922 en Berlín-Tempelhof, Ringbahnstraße 130. Este edificio, con 23.160 m² de superficie, ha servido como depósito del Museo de la Comunicación desde 1993, con un enfoque en la historia de la oficina de asuntos postales.

## Ministros
|   | Nombre                     | Periodo                                         | Partido | Partido       |
| - | -------------------------- | ----------------------------------------------- | ------- | ------------- |
| 1 | Johannes Giesberts         | 13 de febrero de 1919 - 14 de noviembre de 1922 |         | Centro        |
| 2 | Karl Stingl (1er cargo)    | 22 de noviembre de 1922 - 12 de agosto de 1923  |         | BVP           |
| 3 | Anton Höfle                | 13 de agosto de 1923 - 15 de diciembre de 1924  |         | Centro        |
| 4 | Karl Sting (segundo cargo) | 15 de enero de 1925 - 17 de septiembre de 2016  |         | BVP           |
| 5 | Georg Schätzel             | 28 de enero de 1927 - 30 de mayo de 1932        |         | BVP           |
| 6 | Paul von Eltz-Rübenach     | 1 de junio de 1932 - 2 de febrero de 1937       |         | Independiente |
| 7 | Wilhelm Ohnesorge          | 2 de febrero de 1937 - 30 de abril de 1945      |         | NSDAP         |
| 8 | Julius Dorpmüller          | 2 de mayo de 1945 - 23 de mayo de 1945          |         | NSDAP         |

## Secretarios de Estado
- Hans Bredow: (1921-1926)
- Karl Sautter: (1923-1933)
- Ernst Feyerabendvm: (1926-1932)
- August Kruckow: (1932-1933)
- Wilhelm Ohnesorge: (1933-1937)
- Jakob Nagel: (1937-1945)